# فیناله
فیناله (به ایتالیایی: finale) یا فرم پایانی یا بخش پایانی، در موسیقی به آخرین موومان یک سونات، سمفونی، یا کنسرتو گفته می‌شود. همچنین، در موسیقی کلاسیک، به بخش پایانیِ هر قطعهٔ غیر آوازی، که از چند موومان تشکیل شده‌باشد، «فیناله» می‌گویند. نیز، بخش طولانیِ پایانیِ هر پرده از یک اپرا یا تئاتر موزیکال «فیناله» نامیده می‌شود.